# (613858) 2007 TA418
(613858) 2007 TA418 est un objet transneptunien faisant partie des objets détachés d'environ 140 km de diamètre.